# Spanioptila codicaria
Spanioptila codicaria là một loài bướm đêm thuộc họ Gracillariidae. Nó được tìm thấy ở Brasil.